# Michel Butor
Michel Butor [Bytór] (14. září 1926 – 24. srpna 2016) byl francouzský spisovatel, představitel a teoretik nového románu.

## Dílo
Jako představitel nového románu ve své tvorbě sice používal různé časové a stylistické experimenty, přesto v románu zůstávají lidé a jeho romány mají nějakou, ačkoliv ne vždy jasnou časovou souslednost.
Za jeho největší přínos do literatury jsou považovány jeho eseje o literatuře a jeho teoretické práce o literatuře druhé poloviny 20. století.
Beletrie:
- Milánská ulička (Passage de Milan, 1954)
- Rozvrh hodin (L’Emploi du temps, 1956) - román, deníkovou zde autor popisuje život jednoho úředníka (vypravěč), který byl vyslán na roční stáž do britského průmyslového města. Román je psán v pentalogické struktuře (5 kapitol, 5 podkapitol, 5 oddílů).Michel Butor (2006)

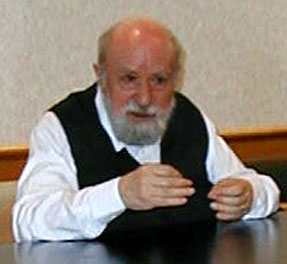
Michel Butor (2006)

- Proměna (La Modification, 1957) - námětem je zde klasický manželský trojúhelník pařížského ředitele firmy, který často podniká služební cesty do Říma, kde si najde milenku. Jednou odjíždí vlakem do Říma s úmyslem začít znovu, postupně však od úmyslu opouští, ne z mravních důvodů, ale vlastně proto, že si uvědomuje, že Řím už není centrem světa. Román má velmi složitou kompozici, kde je hlavní důraz kladen na vnímání času; je složen z vnitřních monologů a částečného vnímání cesty. Pravděpodobně se jedná o jeho nejčtenější román.
- Stupně (Degrés, 1960) – experimentální román, který je popisem jedné vyučovací hodiny na pařížském lyceu.
- Mobile (1962) - experimentální cestopisná reportáž z autorovy cesty po USA, jede o literární montáž inspirovanou obrazy amerického malíře Jacsona Pollocka.

Literárně-kritická díla:
- Eseje o románu – 1960
- Repertoár I. - V. (Répertoire I.-V., 1960–1980, český výbor 1969)